# Leiocarpa tomentosa
Leiocarpa tomentosa là một loài thực vật có hoa trong họ Cúc. Loài này được (Sond. & F.Muell. ex Sond.) Paul G.Wilson mô tả khoa học đầu tiên năm 2001.